# Circuito magnetico

La sezione di un elettromagnete: in giallo gli avvolgimenti, in azzurro il ferro, in rosso e verde i 2 poli e tra i due poli il traferro.

Un circuito magnetico è un circuito in cui si induce un campo magnetico per mezzo di opportuni avvolgimenti percorsi da corrente elettrica o per mezzo di uno o più magneti permanenti.
Un tale circuito è solitamente realizzato con materiali ferromagnetici, e possono anche essere presenti delle piccole interruzioni, dette traferri. Le leggi che governano i circuiti magnetici sono del tutto simili a quelle dei circuiti elettrici, e sono sintetizzate nella legge di Hopkinson.

## Legge di Hopkinson
Un circuito magnetico è composto da materiale ferromagnetico con una parte avvolta da {\displaystyle N} avvolgimenti di filo conduttore percorso da corrente {\displaystyle i} stazionaria o almeno quasi-stazionaria. Le leggi che governano i circuiti magnetici derivano dalle equazioni di Maxwell, in particolare dalla seconda equazione e dalla legge di Ampère: la circuitazione di {\displaystyle \mathbf {H} } lungo qualsiasi linea chiusa {\displaystyle \gamma } che concatena {\displaystyle N} volte il circuito percorso da corrente {\displaystyle i} è quindi uguale al prodotto {\displaystyle Ni}, a sua volta uguale alla forza magnetomotrice
{\displaystyle {\mathcal {F}}=Ni=\oint _{\gamma }{\bf {H}}\cdot \operatorname {d} \!{\bf {l}}}
Se la sezione {\displaystyle S} del conduttore è di molto minore del quadrato della lunghezza {\displaystyle l} del circuito, l'induzione {\displaystyle \mathbf {B} =\mu _{0}\mu _{r}{\bf {H}}} all'interno del materiale è con buona approssimazione parallela al circuito stesso. Perciò il flusso del campo magnetico (misurato nel SI in Wb) attraverso la sezione può essere scritto come
{\displaystyle \Phi ({\bf {B}})=\iint _{S}{\bf {B}}\cdot \operatorname {d} \!{\bf {S}}=BS}
e l'integrale precedente come:
{\displaystyle \oint _{\gamma }{\bf {H}}\cdot \operatorname {d} \!{\bf {l}}=\oint _{\gamma }{\frac {\mathbf {B} }{\mu _{0}\mu _{r}}}\cdot \operatorname {d} \!\mathbf {l} =\Phi ({\mathbf {B} })\oint _{\gamma }{\frac {\operatorname {d} \!\mathbf {l} }{\mu _{0}\mu _{r}S}}}
La quantità
{\displaystyle \oint _{\gamma }{\frac {\operatorname {d} \!\mathbf {l} }{\mu _{0}\mu _{r}S}}={\mathcal {R}}}
viene chiamata riluttanza del circuito magnetico e si misura in H-1. La legge che lega le grandezze fisiche caratteristiche di un circuito magnetico è allora in regime di campo stazionario o quasi stazionario:
{\displaystyle {\mathcal {F}}={\mathcal {R}}\,\Phi ({\mathbf {B} })}
dove {\displaystyle {\mathcal {F}}=Ni} è la forza magnetomotrice, una tensione magnetica che ha le dimensioni di una corrente elettrica ma non corrisponde alla corrente che passa nell'induttore che genera il flusso, ma appunto al suo prodotto per il numero di avvolgimenti e perciò viene misurata nel Sistema Internazionale in Ampere-spire. La tensione magnetica è quindi una differenza di potenziale scalare magnetico.
Questa è detta legge di Hopkinson ed è equivalente alla legge di Ohm per i circuiti elettrici. Infatti la risoluzione di un circuito magnetico avviene nello stesso modo con cui si opera per i circuiti elettrici (leggi di Kirchhoff): ora però la forza magnetomotrice {\displaystyle {\mathcal {F}}} sostituisce la forza elettromotrice {\displaystyle {\mathcal {E}}}, la riluttanza {\displaystyle {\mathcal {R}}} la resistenza {\displaystyle R} e il flusso {\displaystyle \Phi ({\bf {B}})} la corrente {\displaystyle i}.

## Traferro
In un circuito magnetico un traferro è un'interruzione dell'anello di materiale ferromagnetico, sufficientemente piccola da non determinare una dispersione eccessiva del flusso magnetico. Ad esempio, in una calamita a ferro di cavallo il traferro è lo spazio che separa le due estremità magnetiche e che è percorso comunque dalle linee di flusso del campo magnetico.
La sua presenza è indesiderata in alcuni componenti elettrici, come ad esempio i trasformatori (eccetto casi molto particolari, come nei trasformatori audio) nei quali è tra le principali cause di perdite; mentre in altri casi è indispensabile per il funzionamento del componente stesso, come accade ad esempio per i motori elettrici, le dinamo, le testine dei registratori magnetici o quelle per la lettura degli hard disk.
In presenza di un traferro i campi presenti nel circuito magnetico rispettano le condizioni di raccordo:
{\displaystyle B_{n1}=B_{n2}\qquad H_{t1}=H_{t2}}
ovvero la componente normale di {\displaystyle \mathbf {B} } alla superficie di separazione si conserva, mentre {\displaystyle \mathbf {H} } viene moltiplicato di un fattore pari alla permeabilità magnetica relativa del materiale di cui è composto il circuito.
Se l'alimentazione della corrente viene successivamente eliminata, dalla quarta legge di Maxwell per i mezzi materiali {\textstyle \oint _{\gamma }{\bf {H}}\cdot \operatorname {d} \!{\bf {l}}=0} e si ricava che
{\displaystyle H_{0}=-{\frac {l_{r}}{l_{0}}}H_{r}}
ovvero che il vettore intensità magnetica {\displaystyle {\bf {H}}} cambia verso nel passaggio dal materiale ferromagnetico all'aria (i pedici {\displaystyle r} e {\displaystyle 0} qui adottati fanno riferimento rispettivamente al materiale e all'aria).
Inoltre, poiché {\displaystyle H_{0}={\frac {B_{0}}{\mu _{0}}}={\frac {B_{r}}{\mu _{0}}}} (dalle condizioni di raccordo), si ricava che nel nucleo {\displaystyle {\bf {H}}} e {\displaystyle {\bf {B}}} sono discordi.